# Friedrich Laux
Friedrich Laux (* 8. März 1938 in Roth bei Nürnberg) ist ein deutscher Prähistoriker.

## Leben
Nachdem Laux 1968 an der Universität Kiel mit einer Untersuchung über die Bronzezeit in der Lüneburger Heide promoviert wurde, arbeitete er ab 1969 bei der Römisch-Germanischen Kommission in Frankfurt am Main. Von 1970 bis 1975 war er am Museum Lüneburg, und von 1976/77 am Institut für Vor- und Frühgeschichte der Universität Saarbrücken tätig. Von 1977 bis zu seiner Pensionierung 2001 arbeitete am Helms-Museum in Hamburg-Harburg. Zuerst als wissenschaftlicher Mitarbeiter, später als Kustos ab 1989 auch als Oberkustos und stellvertretender Direktor. Er war zudem zeitweilig als Dozent an der Universität Hamburg tätig.
Laux benannte 1971 den Sögel-Wohlde-Kreis und die Lüneburger Gruppe sowie 1987/90 die Südhannoversche Gruppe, die Oldenburg-emsländische Gruppe und die Allermündungs-Gruppe als bronzezeitliche Regionalgruppen. Obwohl die Arbeiten zur Bronzezeit sicher seine bekanntesten sind, publizierte er auch viele Beiträge zu anderen Epochen der Ur- und Frühgeschichte, unter anderem zu den Fürstengräbern von Marwedel.

## Schriften (Auswahl)
- Die Bronzezeit in der Lüneburger Heide (= Veröffentlichungen der Urgeschichtlichen Sammlungen des Landesmuseums zu Hannover. 18, ISSN 0931-6280). Lax, Hildesheim 1971 (Zugleich: Kiel, Universität, Dissertation 1968).
- mit Gerhard Körner: Vorgeschichte im Landkreis Lüneburg. Museumsverein für das Fürstentum Lüneburg, Lüneburg 1971.
- Die Fibeln in Niedersachsen (= Prähistorische Bronzefunde. Abteilung 14: Fibeln. 1). Beck, München 1973, ISBN 3-406-00754-6.
- Die Nadeln in Niedersachsen (= Prähistorische Bronzefunde. Abteilung 13: Nadeln. 4). Beck, München 1976, ISBN 3-406-00769-4.
- mit Gerhard Körner: Ein Königreich an der Luhe. Museumsverein für das Fürstentum Lüneburg, Lüneburg 1980, ISBN 3-922616-00-3
- Die Äxte und Beile in Niedersachsen. 2 Bände. Steiner, Stuttgart 2000–2005:
  - Band 1: Flach-, Randleisten- und Absatzbeile (= Prähistorische Bronzefunde. Abteilung 9: Äxte, Beile. 23). 2000, ISBN 3-515-07177-6;
  - Band 2: Lappen- und Tüllenbeile, Tüllenmeissel und -hämmer (= Prähistorische Bronzefunde. Abteilung 9: Äxte, Beile. 25). 2005, ISBN 3-515-08803-2.
- Die Urnenfriedhöfe von Drögennindorf, Gem. Betzendorf, und Amelinghausen-Sottorf im Landkreis Lüneburg (= Die Urnenfriedhöfe in Niedersachsen. 17). Isensee, Oldenburg 2005, ISBN 3-89995-229-4.
- Die Schwerter in Niedersachsen (= Prähistorische Bronzefunde. Abteilung 4: Schwerter. 17). Steiner, Stuttgart 2009, ISBN 978-3-515-09389-7.
- Die Dolche in Niedersachsen. (= Prähistorische Bronzefunde. Abteilung 6: Dolche. 14). Steiner, Stuttgart 2011, ISBN 978-3-515-09907-3.
- Bronzezeitliche Hortfunde in Niedersachsen (= Materialhefte zur Ur- und Frühgeschichte Niedersachsens Nr. 51). Verlag Marie Leidorf, Rahden/Westf. 2017, ISBN 978-3-89646-843-7.